# Cercospora
Cercospora è un genere di funghi ascomiceti. Comprende diverse specie parassite di piante.

## Specie principali
- Cercospora acetosella
- Cercospora aciculina
- Cercospora agerati
- Cercospora alabemensis
- Cercospora alismatis
- Cercospora althaeina
- Cercospora angreci
- Cercospora angulata
- Cercospora apii
- Cercospora apiicola
- Cercospora arachidicola
- Cercospora arctii
- Cercospora arctii-ambrosiae
- Cercospora asparagi
- Cercospora atro-marginalis
- Cercospora atrofiliformis
- Cercospora beticola (cercospora della barbabietola da zucchero)
- Cercospora bolleana
- Cercospora bougainvilleae
- Cercospora brachiata
- Cercospora byliana
- Cercospora brachypus
- Cercospora brassicicola
- Cercospora brunkii
- Cercospora bunchosiae
- Cercospora canescens
- Cercospora cannabis
- Cercospora cantuariensis
- Cercospora capsici
- Cercospora caribaea
- Cercospora carotae
- Cercospora circumscissa
- Cercospora citrullina
- Cercospora clemensiae
- Cercospora coffeicola
- Cercospora coryli
- Cercospora corylina
- Cercospora fragariae
- Cercospora fuchsiae
- Cercospora fusca
- Cercospora fusimaculans
- Cercospora gerberae
- Cercospora halstedii
- Cercospora handelii
- Cercospora hayi
- Cercospora hydrangeae
- Cercospora kaki
- Cercospora kikuchii
- Cercospora lentis
- Cercospora liquidambaris
- Cercospora longipes
- Cercospora longissima
- Cercospora mamaonis
- Cercospora mangiferae
- Cercospora medicaginis
- Cercospora melongenae
- Cercospora minima
- Cercospora minuta
- Cercospora musae
- Cercospora nicotianae
- Cercospora odontoglossi
- Cercospora oryzae
- Cercospora papayae
- Cercospora penniseti
- Cercospora pisa-sativae
- Cercospora platanicola
- Cercospora puderii
- Cercospora pulcherrima
- Cercospora rhapidicola
- Cercospora rosicola
- Cercospora rubrotincta
- Cercospora sojina
- Cercospora solani
- Cercospora sorghi
- Cercospora theae
- Cercospora tuberculans
- Cercospora vexans
- Cercospora vicosae
- Cercospora zeae-maydis
- Cercospora zebrina
- Cercospora zonata